# Swaffham Bulbeck
Swaffham Bulbeck – wieś w Anglii, w hrabstwie Cambridgeshire, w dystrykcie East Cambridgeshire. Leży 12 km na wschód od miasta Cambridge i 85 km na północ od Londynu.